# Phylloscopus subviridis
El mosquitero de Brooks (Phylloscopus subviridis) es una especie de ave paseriforme de la familia Phylloscopidae propia del Himalaya oriental y sus estribaciones. Su nombre común conmemora al ornitólogo e ilustrador Allan Cyril Brooks.